# 87分署シリーズ・裸の街
『87分署シリーズ・裸の街』（87ぶんしょシリーズ はだかのまち）は、1980年（昭和55年）4月14日から10月6日まで、フジテレビ系列で毎週月曜日21:00 - 21:54に放送された連続テレビドラマ。

## 内容
大都会の犯罪に命懸けで挑む男たちの姿を描くリアリティー刑事ドラマ。アメリカ推理小説界の巨匠エド・マクベインの代表作『87分署シリーズ』を、舞台を横浜に移してドラマ化したものである。主人公の刑事・友成には古谷一行。制作面では、派手な銃撃戦やカーチェイスとは一線を画し、リアルな刑事ドラマを目指した。そのため、死体役もリアルな芝居を求められ、鑑識役の森マリアも体当たりの演技を披露している。また刑事一人ひとりの生活感にもあふれ、友成と、ろうあ者の妻・房子（坂口良子）の愛情物語も人間味豊かに表現されている。刑事役「ブルさん」を演じた阿藤海が好評を得る。また、『大空港』の薮下行男警部役の田中邦衛が友成の上司の竜間達磨刑事役で、立野謙一刑事役の岡本富士太が加田町署に転勤して来たばかりの若手刑事栗本信次刑事役でそれぞれ続投した。
87分署は加田町署と命名された。

## キャスト
（出典：）
カッコ内は原作のモデル
- 古谷一行 - 友成寿美雄刑事（スティーブ・キャレラ二級刑事）
高校卒業後に神奈川県警に採用され、以来一貫して捜査の第一線で活躍。勘の正確さと苦労を惜しまない捜査活動は一目置かれるほど。寺西房子は恋人（のちに結婚）。
- 坂口良子 - 寺西房子（テディ・キャレラ）
友成の恋人で、後に結婚。少女の頃に交通事故で両親を失い、自らも先天的なろう者だが、それでも努力して美容師の資格を取得した。明るく聡明な性格。
- 田中邦衛 - 竜間達磨刑事（マイヤー・マイヤー二級刑事）
友成の上司で第一係長。実家は貧しい寺で、その後継ぎになるべく佛教大学に入学するも、退学して警察官になる。その家柄から愛称は「和尚さん」。凶悪事件の時にも陣頭指揮を執る。
- 高橋悦史 - 林能三警部（ピーター・バーンズ警部）
刑事課長。将来の更なる出世も嘱望されるエリート。自ら希望して加田町署に赴任。反発を恐れず、責任は全て自分が取るつもりで自他ともに厳しい態度をとっている。
- 村野武範 - 近藤郁夫刑事（コットン・ホース二級刑事）
- 石橋正次 - 春山行男刑事（ハル・ウィリス三級刑事）
- 岡本富士太 - 栗本信次刑事（バート・クリング三級刑事）
人事異動により、加田町署に転勤して来たばかりの若手刑事。自分の人生にも積極的な開拓心のある情熱を持つが、真面目な正義派の人道主義的な考えも持ち、単純志向にもなり易い。
- 阿藤海 - 牛島豪刑事（ロジャー・ハヴィランド三級刑事）
- 蟇目良 - 香取健刑事（フランキー・ヘルナンデス三級刑事）
- 森マリア - 黒須光江（サム・グロスマン鑑識課警部　原作では男性）
県警本部鑑識課刑事。実家は医者で、女医を目指していたが、失恋が元で大学を中退し、今の職に就く。負けず嫌いで結婚する意志は無く、一生を仕事に捧げると心に決めている。
- 青地公美 - 新庄泰子

## スタッフ
- プロデューサー：升本喜年、上村力、高橋信仁
- 企画：石川博康、河村雄太郎
- 脚本：放映日程参照
- 監督：放映日程参照
- 音楽：平尾昌晃
- 協力：トヨタ自動車
- 製作：フジテレビ、松竹

## 主題歌・挿入歌
- ｢愛｣（主題歌） / ｢ジ・エンド｣（挿入歌）
  - 作詞：吉田旺
  - 作曲：中村泰士
  - 編曲：高田弘
  - 唄：町田義人
  - 発売：日本コロムビア(品番：AK-606-AX、80年5月1日発売)

## 放映日程
| 回数 | 放送日        | サブタイトル           | 脚本                       | 監督       | ゲスト                         |
| ---- | ------------- | ---------------------- | -------------------------- | ---------- | ------------------------------ |
| 1    | 1980年4月14日 | ハートの刺青           | 国弘威雄 池田一朗          | 長谷部安春 | 三橋達也                       |
| 2    | 4月21日       | ショットガン           | 押川國秋                   | 前田陽一   | 山本亘                         |
| 3    | 4月28日       | 大いなる手がかり       | 池田一朗                   | 森﨑東     | 田中明夫                       |
| 4    | 5月5日        | 殺しの報酬             | 池上金男 山本務            | 長谷和夫   |                                |
| 5    | 5月12日       | たとえば愛             | 長野洋                     | 日高武治   | 小倉一郎、花上晃               |
| 6    | 5月19日       | 八千万の眼             | 佐藤繁子                   | 長谷和夫   | 砂塚秀夫                       |
| 7    | 5月26日       | 殺意の部屋             | 下飯坂菊馬                 | 渡邊祐介   | 木村四郎、香野百合子           |
| 8    | 6月2日        | 被害者の顔             | 野上龍雄                   | 降旗康男   | 赤座美代子、川口敦子           |
| 9    | 6月9日        | キングの身代金（前編） | 池田一朗                   | 児玉進     | 三國連太郎                     |
| 10   | 6月16日       | キングの身代金（後編） | 池田一朗                   | 児玉進     | 三國連太郎                     |
| 11   | 6月23日       | 命、果てるまで         | 下飯坂菊馬                 | 八木美津雄 | 志賀真津子、野平ゆき           |
| 12   | 6月30日       | 愛と憎しみの翳り       | 押川國秋 山本務            | 児玉進     | 青地公美                       |
| 13   | 7月7日        | 殺意の楔               | 押川國秋                   | 八木美津雄 | 池玲子                         |
| 14   | 7月14日       | 爆破魔                 |                            |            |                                |
| 15   | 7月21日       | 遠い標的               | 池田雄一                   | 小西通雄   | 加島潤                         |
| 16   | 7月28日       | 愛と炎と               | 池田一朗                   | 番匠義彰   | 永島暎子                       |
| 17   | 8月4日        | 再会の掟               | 池上金男                   | 永野靖忠   |                                |
| 18   | 8月11日       | 偽証の盲点             | 国弘威雄                   | 日高武治   | 栗田ひろみ                     |
| 19   | 8月18日       | 望郷哀歌               | 押川國秋                   | 渡邊祐介   | 友里千賀子、小林昭二、磯村健治 |
| 20   | 8月25日       | 泰子が死んでいる       | 池田一朗                   | 渡邊祐介   | 青地公美                       |
| 21   | 9月1日        | 愛・そのメロディ       | 下飯坂菊馬 山本務 佐藤武光 | 佐藤武光   |                                |
| 22   | 9月8日        | 時の壁                 | 池田雄一                   | 八木美津雄 | 左幸子、垂水悟郎               |
| 23   | 9月15日       | 刑事の娘               | 森崎東                     | 降旗康男   | 谷口みゆき、高木二朗           |
| 24   | 9月22日       | 真夜中の貴婦人         | 下飯坂菊馬 杉江慧子        | 井上梅次   | 平泉征                         |
| 25   | 9月29日       | 連続放火魔（前編）     | 池田一朗                   | 児玉進     | 浅野真弓                       |
| 26   | 10月6日       | 連続放火魔（後編）     | 池田一朗                   | 児玉進     | 浅野真弓                       |

## 前後番組
| フジテレビ系 月曜21時枠 【本番組までドラマ枠】 | フジテレビ系 月曜21時枠 【本番組までドラマ枠】 | フジテレビ系 月曜21時枠 【本番組までドラマ枠】 |
| 前番組                                         | 番組名                                         | 次番組                                         |
| ---------------------------------------------- | ---------------------------------------------- | ---------------------------------------------- |
| 大空港                                         | 87分署シリーズ 裸の街                          | 欽ちゃんの9時テレビ ※ここからバラエティ番組    |